# Regional Ocean Modeling System
Il Regional Ocean Modeling System (ROMS) è un modello della circolazione oceanica del tipo a superficie libera, che segue il terreno e basato su equazioni primitive, ampiamente utilizzato dalla comunità scientifica per una vasta gamma di applicazioni.
Il modello è stato sviluppato e viene gestito dai ricercatori della Rutgers University, della University of California, Los Angeles e riceve contributi da varie parti del mondo.